# فراسوی ابرها
فراسوی ابرها (ایتالیایی: Al di là delle nuvole) فیلمی در ژانر درام به کارگردانی میکل‌آنجلو آنتونیونی و ویم وندرس است که در سال ۱۹۹۵ منتشر شد.